# Torixoréu
Torixoréu é um município brasileiro do estado de Mato Grosso, localizado na latitude sul 16º11'58", longitude oeste 52º33'20", altitude de 335 metros acima do nível do mar. Em 2022, sua população era estimada em 4.164 habitantes. A área do município é de 2.398,383 km². Está em conurbação com o município de Baliza, em Goiás.

## Últimos prefeitos eleitos
| Ano  | Prefeito     | Partido | Votos | %     | Ref    |
| ---- | ------------ | ------- | ----- | ----- | ------ |
| 2004 | Dr. João Sá  | PMDB    | 1.596 | 52,62 | [ 4 ]  |
| 2008 | Barriguinha  | PSB     | 1.538 | 51,18 | [ 5 ]  |
| 2012 | Odoni Coelho | PSD     | 1.825 | 62,10 | [ 6 ]  |
| 2016 | Inês Coelho  | PP      | 1.520 | 100   | [ 7 ]  |
| 2021 | Thiago Timo  | PSB     | 1.489 | 55,09 | [ 9 ]  |
| 2024 | Thiago Timo  | PSB     | 2.444 | 76,73 | [ 10 ] |